# やさしい人
『やさしい人』（やさしいひと、Tonnerre）は、2013年のフランスのドラマ映画。ギヨーム・ブラック監督の長編第1作で、出演はヴァンサン・マケーニュとソレーヌ・リゴなど。
落ち目のミュージシャンが生まれ故郷の町トネール（原題の「Tonnerre」）で愛することの意味を見出していく姿を描いている。

## ストーリー
音楽家のマクシム（ヴァンサン・マケーニュ）は、パリを離れ、故郷の町トネールに帰ってくる。彼は、やがて記者のメロディ（ソレーヌ・リゴ）と恋に落ちる。

## キャスト
- マクシム: ヴァンサン・マケーニュ - 落ち目のミュージシャン。
- メロディ: ソレーヌ・リゴ - 地元情報誌の若い女性記者。
- クロード: ベルナール・メネズ - マクシムの父。
- イヴァン: ジョナ・ブロケ - メロディの恋人。サッカーのスター選手。

## 製作
富士フイルムの16mmフィルムで撮影された。

## 評価
Rotten Tomatoesでは、6件のレヴューで支持率は83%、平均値は10点満点中7.25点だった。
アロシネによれば、フランスの24のメディアによる評価の平均点は5点満点中3.5点である。